# Cynogale bennettii
Cynogale bennettii (Цівета видрова, мампалон) — ссавець родини Віверових (Viverridae). Відомий також під назвою Мампалон, яка походить з Малайзії.

## Поширення
Мешкає у Малайзії, Індонезії (Суматра, Борнео), Таїланді й, напевно, в північному В'єтнамі. У значній мірі обмежується торф'яними болотами, хоча є нещодавні записи з низовини сухого лісу. Живе у низовинних незайманих лісах, зрідка у вторинних, бамбукових лісах, на лісових вирубках. Найбільша висота, на якій бачили мампалона — 1000 м над рівнем моря на Борнео.

## Морфологія
Морфометрія. Довжина голови й тіла: 575—680 мм, довжина хвоста: 120—205 мм, довжина задньої ступні: 102—110 мм.
Опис. Повністю темно коричневі зі слабкою сірою сивиною і блідим підшерстям. Губи помітні, широкі й білі, з дуже довгими білими вібрисами; є слабка бліда пляма над кожним оком. Вуха малі. Ноги з частковим перетинками між пальцями. Хвіст короткий. Самиці мають чотири молочні залози.

## Поведінка, життєвий цикл
Передбачається, що цей вид харчується рибою, крабами, молюсками, малими ссавцями і птахами. Вважається нічним, хоча є дані, що вказують на те, що він також іноді активний вдень. Добре лазить по деревах і часто знаходить притулок на дереві, коли переслідується собаками. Під час прогулянки зазвичай несе свою голову й хвіст низько й вигинає спину. Хоча частково мампалон адаптований до водного життя, його хвіст короткий і не має спеціальної м'язової сили й перетинками між пальцями слабо розвинені. Cynogale таким чином, ймовірно, повільний плавець і не може швидко повертатися у воді. Він, ймовірно, захоплює водних тварин тільки після того, як вони сховались від погоні й ловить деяких птахів й ссавців, коли вони приходять, щоб попити. Він не може бачили свою здобич, оскільки, коли він занурений тільки кінчик носа зостається над поверхнею води. Один полонений мампалон жив п'ять років.

## Загрози та охорона
Серйозною загрозою є швидке зменшення площ низовинних лісів. Зустрічається в багатьох природоохоронних територіях по всьому ареалу, у тому числі заповіднику Самунсам (англ. Samunsam, західний Саравак), національному парку Каєн Крачан (англ. Kaeng Krachan, Таїланд), заповіднику Букіт Саранг (англ. Bukit Sarang) у штаті Саравак, Національний парк Вей Камбас (англ. Way Kambas) на острові Суматра, Національному парку Данау Сентарум (англ. Danau Sentarum), і Національному парку Леусер (англ. Leuser) на острові Суматра.